# Ann Lislegaard

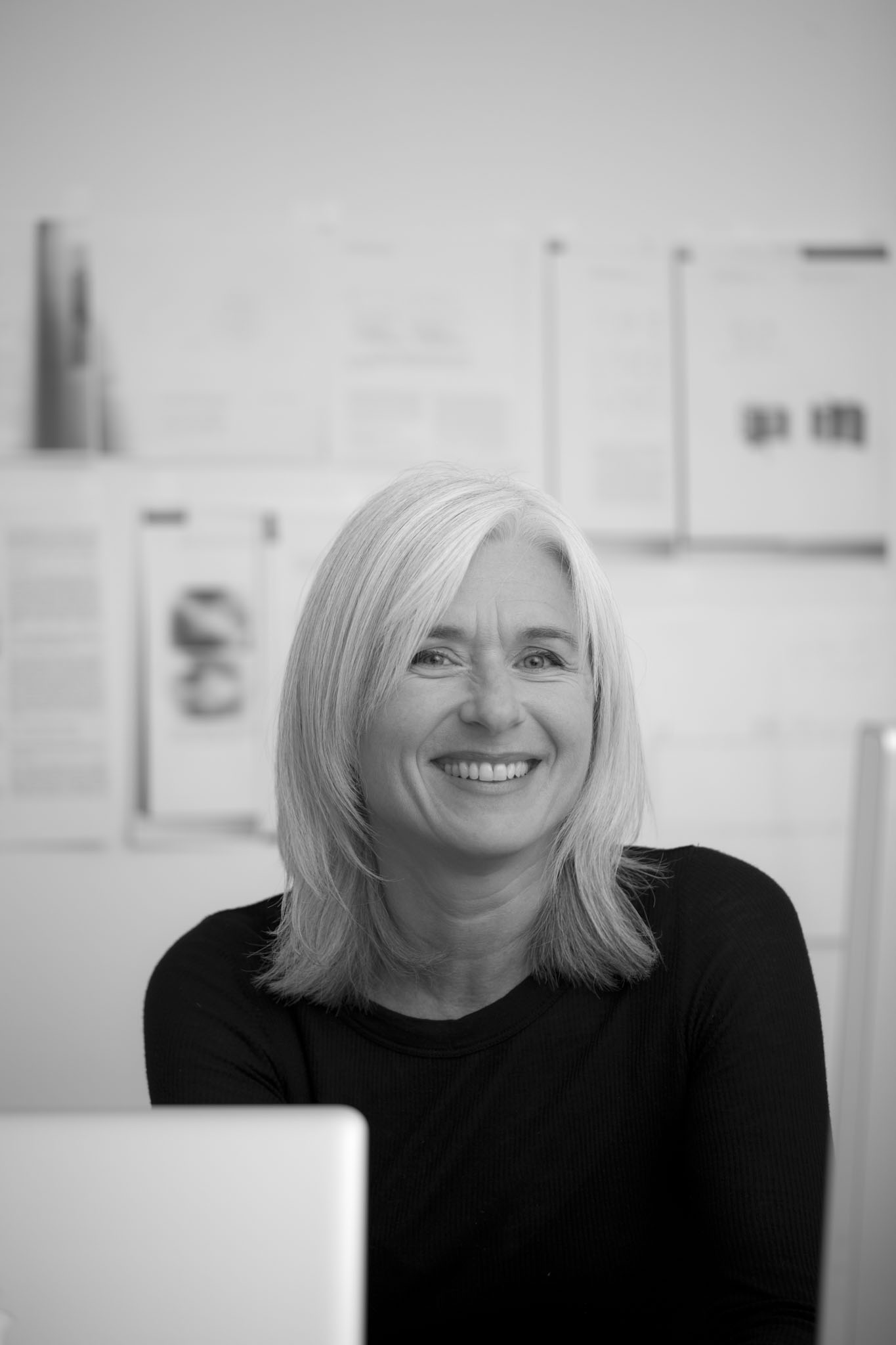
Ann Lislegaard im Jahr 2012 fotografiert von Anders Sune Berg

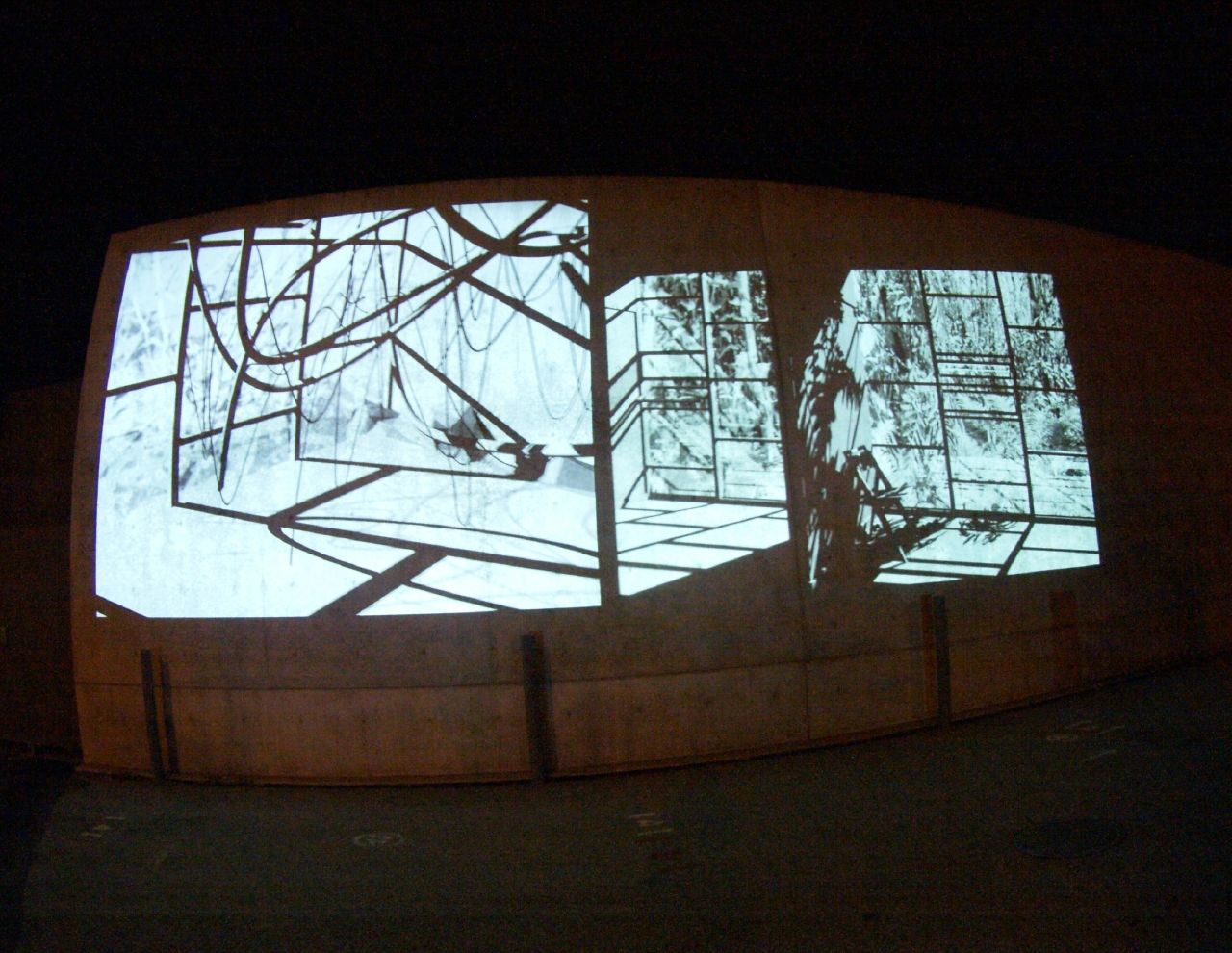
Crystal world

Ann Lislegaard (* 1962 in Tønsberg) ist eine norwegische Fotografin und Multimedia-Künstlerin, die in Kopenhagen und New York lebt. Sie studierte von 1988 bis 1993 an der Königlich Dänische Kunstakademie Kopenhagen. Ihre skulpturalen Werke basieren rein technisch gesehen auf 3D Computeranimationen und motivlich auf Science-Fiction-Texten. In ihre Installationen bindet die Künstlerin Klänge ein.

## Werke (Auswahl)
- 2005: Bellona[2] ist eine fiktive Stadt aus Samuel R. Delanys Roman Dhalgren (1975). Chaos wird in einer 11-min-3D-Animation konstruiert.
- 2005: Slamming the Front Door[3]. Das Zuschlagen einer Haustür wird simuliert.
- 2006: Crystal World[4]. Die Reise in dieser 7-min-3D-Animation führt, frei nach James Graham Ballards Kristallwelt, in die Wildnis – in ein verlassenes Hotel, das langsam kristallisiert. In das Thema Die Zeit ruiniert sind neben Ballard noch Robert Smithsons Toter Baum[5] (1969) und sogenannte Merkmale (characters) wie Eva Hesses Seilstück (Untitled (Rope Piece)[6], 1970), Kurt Schwitters’ Merzbau (1920), Lina Bo Bardis Möbelstücke und Bruno Tauts Glashaus (1914) eingearbeitet.
- 2008: Left Hand of Darkness. Die 12-min-3D-Animation[7] wurde nach Ursula K. Le Guins Winterplanet gestaltet und hat Bezüge zu Edgar Allan Poes Hinab in den Maelström sowie zu Arbeiten von Marcel Duchamp und Maya Deren.
- 2010: Crop Circles[8] (Kornkreise). Die Autorin nennt ihre Fotoserie einen Pastiche.
- 2010 Haunted Tapping of the Fox Sisters (etwa: wenn die Geister bei den Fox-Schwestern anklopfen), Ausstellungen in der Marabouparken konsthall Sundbyberg und in Stockholm
- 2011: Time Machine[9] (Zeitmaschine). In der 3D-Animation werden die begrifflichen Grenzen der wörtlichen Rede anhand H. G. Wells’ Die Zeitmaschine (1985) ausgelotet.
- 2012: Oracles, Owls … Some Animals Never Sleep[10] (etwa: Orakel, Eulen … manche Tiere schlafen nie). Die 3D-Animation baut auf Philip K. Dicks Roman Träumen Androiden von elektrischen Schafen? aus dem Jahr 1968. Die Autorin nimmt Ridley Scotts Blade Runner aus dem Jahr 1982 als Vorbild.
- 2014: Dobaded Dobaded (12-min-3D-Animation)[11]. Grundlage ist der Roman Genshigari des Japaners Chiaki Kawamata aus dem Jahr 1984; im Englischen 2012 unter dem Titel Death Sentences (Todesstrafen) erschienen.
- 2015 Paraspace[12], Tel Aviv Museum of Art: Eine Erscheinung im 21. Jahrhundert, die allmähliche Verringerung des Unterschieds zwischen Mensch und Maschine, wird mittels Science-Fiction-Motiven untermalt.

## Schriften
- Spiral book. Ann Lislegaard. ISBN 978-87-995287-0-7[13]

## Ehrungen
- 2015: Eckersberg-Medaille der Königlich Dänischen Kunstakademie